# Castillon-Savès
Castillon-Savès är en kommun i departementet Gers i regionen Occitanien i sydvästra Frankrike. Kommunen ligger i kantonen L'Isle-Jourdain som tillhör arrondissementet Auch. År 2022 hade Castillon-Savès 335 invånare.

## Befolkningsutveckling
Antalet invånare i kommunen Castillon-Savès
Referens:INSEE